# 田中茂穂 (政治家)
田中 茂穂（たなか しげほ、1911年（明治44年）9月15日 - 1982年（昭和57年）10月11日）は、日本の政治家。参議院議員（3期）、国務大臣行政管理庁長官（第28代）、鹿児島県議会議長等を歴任。

## 経歴
鹿児島県の現垂水市出身。大阪府土木課長の父が1920年（大正9年）に亡くなり、母の兄である小林俊次郎九州帝国大学工学部教授を頼って一家で福岡県福岡市に転居。旧制福岡県立福岡中学（現福岡県立福岡高等学校）に入学するが、けんかにより退学処分を受ける。小林のはからいで旧制鹿児島一中（現鹿児島県立鶴丸高等学校）に転入するも、3年次に再びけんかにより退学処分を受ける。私立福山中学（現鹿児島県立福山高等学校）に転入するが、配属将校排斥運動のリーダーとなってストライキを起こしたことにより退校処分。半年間の垂水での謹慎を経て、再び小林の世話で旧制長崎県立大村中学校（現長崎県立大村高等学校）に復学し、その後東京農業大学に進学。東京農業大学でも問題を起こし放校処分に決まるが、学生仲間の嘆願により無期停学処分に変更された。停学中の一年間、垂水に戻って農業に従事し、復学が許されて東京農業大学に戻る。1937年（昭和12年）に東京農業大学を卒業して農林省に入り、鹿児島県耕地課に勤務するが、翌年熊本の輜重隊に入隊して陸軍大尉で1945年（昭和20年）の終戦を迎える。戦後は垂水に帰り農業に従事し、1946年（昭和21年）に垂水農協長、垂水町農地委員長となる。1947年（昭和22年）4月から鹿児島県議会議員を3期務め、その間に県議会議長、自由民主党鹿児島県支部連合会長などを歴任。
1956年（昭和31年）7月の第4回参議院議員通常選挙に鹿児島県選挙区から自由民主党公認で立候補し当選した重成格が、その3か月後に病気で急逝したことに伴い、同年11月に実施された補欠選挙に立候補し当選。以後、第6回参議院議員通常選挙、第8回参議院議員通常選挙で再選され3期務め、1974年（昭和49年）7月の第10回参議院議員通常選挙には出馬せず引退した。1981年（昭和56年）秋の叙勲で勲一等瑞宝章受章（勲五等からの昇叙）。
参議院議員としては、議院運営委員長、自民党参院国会対策委員長、自民党参院幹事長、自民党参議院議員副会長などを務めた。また、第2次池田内閣の大蔵政務次官、第1次佐藤第2次改造内閣の行政管理庁長官を歴任。
その他、全国信連協会会長、農林中央金庫審議員、全国農業協同組合中央会、全国農業会議所、全国新聞情報農業協同組合連合会（JA新聞連）、家の光協会などの理事を務めた。
1982年（昭和57年）10月11日死去、71歳。死没日をもって正七位から従三位に叙される。